# Antrocephalus rousseaui
Antrocephalus rousseaui is een vliesvleugelig insect uit de familie bronswespen (Chalcididae). De wetenschappelijke naam is voor het eerst geldig gepubliceerd in 1917 door Girault.